# Скършена джамия
 Тази статия е за джамията в Прилеп.  За джамията в Битоля вижте Скършена джамия (Битоля).  
Скършената джамия (на македонска литературна норма: Скршена џамија) е мюсюлмански храм в град Прилеп, в централната част на Северна Македония. Джамията е изградена в началото на XV век.
Скършената джамия е най-старата в Прилеп, изградена непосредствено след завладяването му от страна на османските турци. Представлява малка куполна сграда с квадратна основа и с минаре със сталактитна орнаментика, характерна за периода на изграждането. Джамията е в лошо състояние.